# Benjamin Mockford
Benjamin John Kenneth Mockford (Shoreham-by-Sea, Inglaterra, 18 de agosto de 1989) es un jugador de baloncesto británico. Con 1,88 metros de altura juega en la posición de Escolta. Es internacional absoluto con Gran Bretaña.

## High School
Se formó en la Oak Hill Academy, situada en Mouth of Wilson, Virginia (2007-2008), y en la Apex Academy, situada en Pennsauken, Nueva Jersey (2008-2009).

### Oak Hill Academy
Fue el primer británico que jugó en Oak Hill. Fue entrenado por Steve Smith. Ayudó a que los Warriors acabaran con un récord de 34-4 (finalizaron en el puesto n.º 14 a nivel nacional). Fue el 6.º máximo anotador (35 % en triples) y el que más puntos promedió por min de los Warriors. Jugó en el equipo con el actual jugador de los New York Knicks, Brandon Jennings, y el actual jugador de los Zhejiang Golden Bulls, Willie Warren.

### Apex Academy
Con Apex promedió 31,5 puntos (cerca del 50 % en triples) y 6 asistencias por partido.

## Universidad
Tras graduarse en 2009, asistió durante un año (2009-2010) al Iona College, situado en New Rochelle, Nueva York, antes de ser transferido al St. Francis College, situado en Brooklyn, Nueva York, donde estuvo sus tres últimos años de universitario (2011-2014).

### Iona

#### Freshman
En su primera y única temporada con Iona, su año freshman (2009-2010), jugó 18 partidos (ninguno como titular) con los Gaels con un promedio de 1,8 puntos (100 % en tiros libres) en 4,9 min de media. 
Metió sus primeros puntos como universitario (por medio de un triple) contra los Baylor Bears, el 27 de noviembre de 2009. Fue el máximo anotador del equipo con 9 puntos (máxima de la temporada; 3 triples) contra los Siena Saints, el 7 de diciembre de 2009. Anotó 7 puntos y dio la primera asistencia como universitario en 8 min contra los Fairleigh Dickinson Knights, el 23 de diciembre de 2009. 
Metió 9 puntos (3 triples) saliendo desde el banquillo en la 2.ª parte contra los Manhattan Jaspers, el 12 de febrero de 2010. Jugó 13 min (3.ª mejor marca de min de la temporada) en la victoria contra los Saint Peter's Peacocks, el 28 de febrero de 2010. Robó 3 balones (máxima de la temporada) contra los Siena Saints y los Manhattan Jaspers.

### St. Francis
Se perdió toda la temporada 2010-2011 debido a las reglas de la NCAA al cambiar de universidad.

#### Sophomore
En su primera temporada con St. Francis, su año sophomore (2011-2012), jugó 30 partidos (todos como titular) con los Terriers con un promedio de 11,8 puntos (34,6 % en triples y 71,7 % en tiros libres), 1,7 rebotes y 1,2 asistencias en 30,7 min. Fue el máximo anotador del equipo.
Fue el 1.º de toda la Northeast Conference en triples por partido (2,7 por partido). El 19 de diciembre de 2011, fue nombrado jugador de la semana de la Northeast Conference. Anotó 22 puntos (6 triples) en la victoria contra los NJIT Highlanders, el 26 de noviembre de 2011. Metió 24 puntos (7-10 en triples), incluyendo el triple a ganador a 35 s del final, contra los Howard Bison, el 12 de diciembre de 2011. Marcó 28 puntos (máxima de la temporada), incluyendo 8 triples (máxima de la temporada y mejor marca de la temporada en la Northeast Conference), el 7 de enero de 2012.
Finalizó la temporada en la Northeast Conference con el 3.º mejor % de triples y fue el 3.º en triples anotados (83), el 17.º en min por partido y el 19.º en min totales (921).

#### Junior
En su segunda temporada con St. Francis, su año junior (2012-2013), jugó 30 partidos (26 como titular) con los Terriers con un promedio de 11,1 puntos (39,8 % en triples y 80,9 % en tiros libres), 1,6 rebotes y 1 asistencia en 28,6 min.
Fue el 22.º máximo anotador de la Northeast Conference y el 3.º en triples por partido (2,7 por partido). Metió 4 o más triples en 10 ocasiones. Dio 4 asistencias (máxima de la temporada) contra los Norfolk State Spartans, el 29 de noviembre de 2012. Cogió 6 rebotes (máxima de la temporada) contra los Fairleigh Dickinson Knights, el 19 de enero de 2013. Robó 4 balones (máxima de la temporada) contra los Saint Francis Red Flash, el 2 de febrero de 2013. Anotó 29 puntos (máxima de la temporada) con un 9-13 en tiros de campo (6-9 en triples), contra los Mount St. Mary's Mountaineers, el 23 de febrero de 2013.
Finalizó la temporada en la Northeast Conference con el 3.º mejor % de triples y fue el 5.º en triples anotados (82).

#### Senior
En su tercera y última temporada con St. Francis, su año senior (2013-2014), jugó 30 partidos (26 como titular) con los Terriers con un promedio de 12 puntos (40,7 % en triples y 78,9 % en tiros libres) y 1,6 rebotes en 29,5 min.
Finalizó la temporada en la Northeast Conference con el 2.º mejor % de triples y fue el 3.º en triples anotados (87), el 16.º en puntos totales (359), el 17.º en tiros de campo anotados (121) y el 18.º máximo anotador.

#### Promedios
Disputó un total de 90 partidos (82 como titular) con los St. Francis Brooklyn Terriers entre las tres temporadas, promediando 11,6 puntos (38,2 % en triples y 77,1 % en tiros libres), 1,6 rebotes y 1 asistencia en 29,6 min de media.
Terminó su periplo universitario en la Northeast Conference con el 8.º mejor % de triples y fue el 12.º en triples anotados (252).

## Trayectoria profesional
Tras no ser seleccionado en el Draft de la NBA de 2014, vivió su primera experiencia como profesional en la temporada 2014-2015, en las filas del Cáceres Patrimonio de la Humanidad de la LEB Plata (3.ª división española), aunque abandonó el equipo en diciembre de 2014 tras disputar 8 partidos de liga con el conjunto cacereño, promediando 13 puntos (37 % en triples y 78,6 % en tiros libres), 1,4 rebotes y 1,3 asistencias en 27,1 min de media.
El 10 de diciembre de 2014, firmó para el resto de temporada 2014-2015 por los Plymouth University Raiders británicos, disputando 21 partidos de liga con el cuadro de Plymouth, promediando 11,1 puntos (39,9 % en triples y 57,1 % en tiros libres), 1,2 rebotes y 1,2 asistencias en 25,5 min de media.
El 15 de julio de 2015, el Cáceres Patrimonio de la Humanidad (ya jugando en la LEB Oro; 2.ª división española), anunció su regreso para la temporada 2015-2016. Una lesión en el pie le impidió acabar la temporada. Disputó 19 partidos de liga con el conjunto cacereño, promediando 9,3 puntos (32,5 % en triples y 100 % en tiros libres) y 1 asistencia en 21,3 min de media.
En las temporadas 2016/17 y 2017/18 juega para el Palma Air Europa, club español de LEB Oro, promediando 7,6 puntos por encuentro.
En 2018/19 firma con el AS Karditsas para disputar la A2 griega, promediando 8.7 puntos.
En 2019 regresa a Inglaterra para disputar la temporada 2019/20 con el Chesire Phoenix (promediando 14.4 puntos) y la 2020/21 con el Bristol Academy Flyers (8.4 puntos).
Comenzó la temporada 2021/22 de nuevo en Chesire Phoenix. Disputa 16 partidos promediando 8 puntos y en marzo es fichado por el Lyon de la Liga NM1 francesa, donde juega nueve partidos con promedios de 9 puntos y 42% de efectividad en triples.

## Selección Británica

### Categorías inferiores
Disputó con las categorías inferiores de la selección británica el Europeo Sub-20 División B de 2008, celebrado en Târgu Mureș, Rumania, donde Gran Bretaña quedó en 15.ª posición y en el Europeo Sub-20 División B de 2009, celebrado en Skopie, Macedonia, donde Gran Bretaña quedó en 13.ª posición.
En el Europeo Sub-20 División B de 2008 jugó 8 partidos con un promedio de 9,9 puntos (50 % en tiros de 2, 47,8 % en triples y 70 % en tiros libres) y 1,4 rebotes en 18,3 min de media.
Finalizó el Europeo Sub-20 División B de 2008 con el 8.º mejor % de triples y fue el 8.º en triples anotados por partido (2,8 por partido).
En el Europeo Sub-20 División B de 2009 jugó 5 partidos con un promedio de 12,6 puntos (52,4 % en tiros de 2 y 36,1 % en triples) en 21,2 min de media.
Finalizó el Europeo Sub-20 División B de 2009 como el 11.º en triples anotados por partido (2,6 por partido).

### Absoluta

#### 2014
Debutó con la Selección de baloncesto de Gran Bretaña en 2014, en la 2.ª Fase de Clasificación para el EuroBasket 2015, no consiguiendo Gran Bretaña clasificarse.
Jugó 3 partidos con un promedio de 8 puntos (62,5 % en triples y 50 % en tiros libres), 1,3 rebotes, 1 asistencia y 1 robo en 13,3 min de media. Fue el 1.º en robos de su selección.
Tuvo el 3.º mejor % de triples de la 2.ª Fase de Clasificación para el EuroBasket 2015.